# Kaies Ghodhbane
Kaies Ghodhbane (Ksar Hellal, 7 januari 1976) is een voormalig  voetballer uit Tunesië die op het middenveld speelde bij onder meer Étoile du Sahel. Hij was tot 2006 ook Tunesisch international. Hij heeft 92 wedstrijden gespeeld waarin hij zes keer wist te scoren.

## Carrière
- 1995-2002  Étoile Sportive du Sahel
- 2002-2003  Baniyas SC
- 2003-2004  Diyarbakırspor
- 2004-2006  Samsunspor
- 2006-2007  Konyaspor
- 2007-2009  Étoile Sportive du Sahel